# Ларраби, Майк
Майкл Денни Ларраби (2 декабря 1933 — 22 апреля 2003) — американский бегун на короткие дистанции. Двукратный олимпийский чемпион 1964 года на дистанции 400 метров и в эстафете 4×400 метров.
Родился в Голливуде, но вырос в городе Вентура, где окончил среднюю школу. Окончил университет Южной Калифорнии. Из-за травм пропустил олимпийские игры 1956 и 1960 годов. В 1964 году повторил мировой рекорд в беге на 400 метров — 44,9.
Стадион школы, в которой он учился, назван в его честь.